# South Lineville
Pour les articles homonymes, voir Cobalt (homonymie).
South Lineville est un village du comté de Mercer, dans le Missouri, aux États-Unis,. Situé au nord du comté, à la frontière avec l'Iowa, en banlieue sud de Lineville, il est incorporé en 1905. En 2016, sa population est estimée à 28 habitants.

## Démographie
Lors du recensement de 2010, le village comptait une population de 226 habitants. Elle est estimée, en 2016, à 28 habitants.

## Source de la traduction
- (en) Cet article est partiellement ou en totalité issu de l’article de Wikipédia en anglais intitulé « South Lineville, Missouri » (voir la liste des auteurs).